# Hello, I Must Be Going!
Hello, I Must Be Going! — второй студийный альбом британского певца и композитора Фила Коллинза. Выпущен 1 ноября 1982 года.
Название диска позаимствовано у песни американского комедийного квинтета «Братья Маркс», звучащей в фильме Animal Crackers. В поддержку альбома был организован одноимённый гастрольный тур.
Альбом содержит кавер-версию композиции группы The Supremes «You Can’t Hurry Love», ставшую одним из самых знаменитых синглов Коллинза.

## Список композиций
Слова и музыка всех песен Фила Коллинза (кроме тех, которые специально отмечены)
1. «I Don’t Care Anymore» — 5:00
2. «I Cannot Believe It’s True» — 5:14
3. «Like China» — 5:05
4. «Do You Know, Do You Care?» — 4:57
5. «You Can’t Hurry Love» (Холланд — Дозье — Холланд) — 2:50
6. «It Don’t Matter to Me» — 4:12
7. «Thru These Walls» — 5:02
8. «Don’t Let Him Steal Your Heart Away» — 4:43
9. «The West Side» — 4:59
10. «Why Can’t It Wait ’Til Morning» — 3:01

## Участники записи
- Фил Коллинз — вокал, ударные, перкуссия, клавишные, труба (4), педальная бас-гитара (1, 4, 9)
- Дэрил Стюрмер[англ.] — гитары
- Джон Фостерн (John Giblin) — бас-гитара (2, 3, 5, 8)
- Мо Фостер (Mo Foster) — бас-гитара (6, 7)
- Рамли Майкл Дэвис и Майкл Харрис — трубы
- Дон Майрик[англ.] — саксофоны
- Луи Саттерфилд[англ.] — тромбон

## Хит-парады
| Хит-парад      | Наивысшая позиция |
| -------------- | ----------------- |
| Великобритания | 2                 |
| США            | 8                 |
| Германия       | 6                 |